# Amata reinstalleri
Amata reinstalleri là một loài bướm đêm thuộc phân họ Arctiinae, họ Erebidae.